# Афу-Аау
Афу-Аау (самоан.  Afu Aau ), также известный как Олемо (самоан. Olemoe) — водопад на юго-востоке острова Савайи в Самоа. Высота водопада — 15-20 метров. Наряду с близлежащим курганом  Пулемелей является одной из двух главных достопримечательностей Савайи.

## Расположение и описание
Находится в 650 метрах от трассы, на отрезке пути между деревнями Гатаивай (самоан.  Gataivai) и Фааала (самоан.  Fa´a´ala). Появляясь из тропического леса, он ниспадает в глубокий пресноводный бассейн